# صندلی

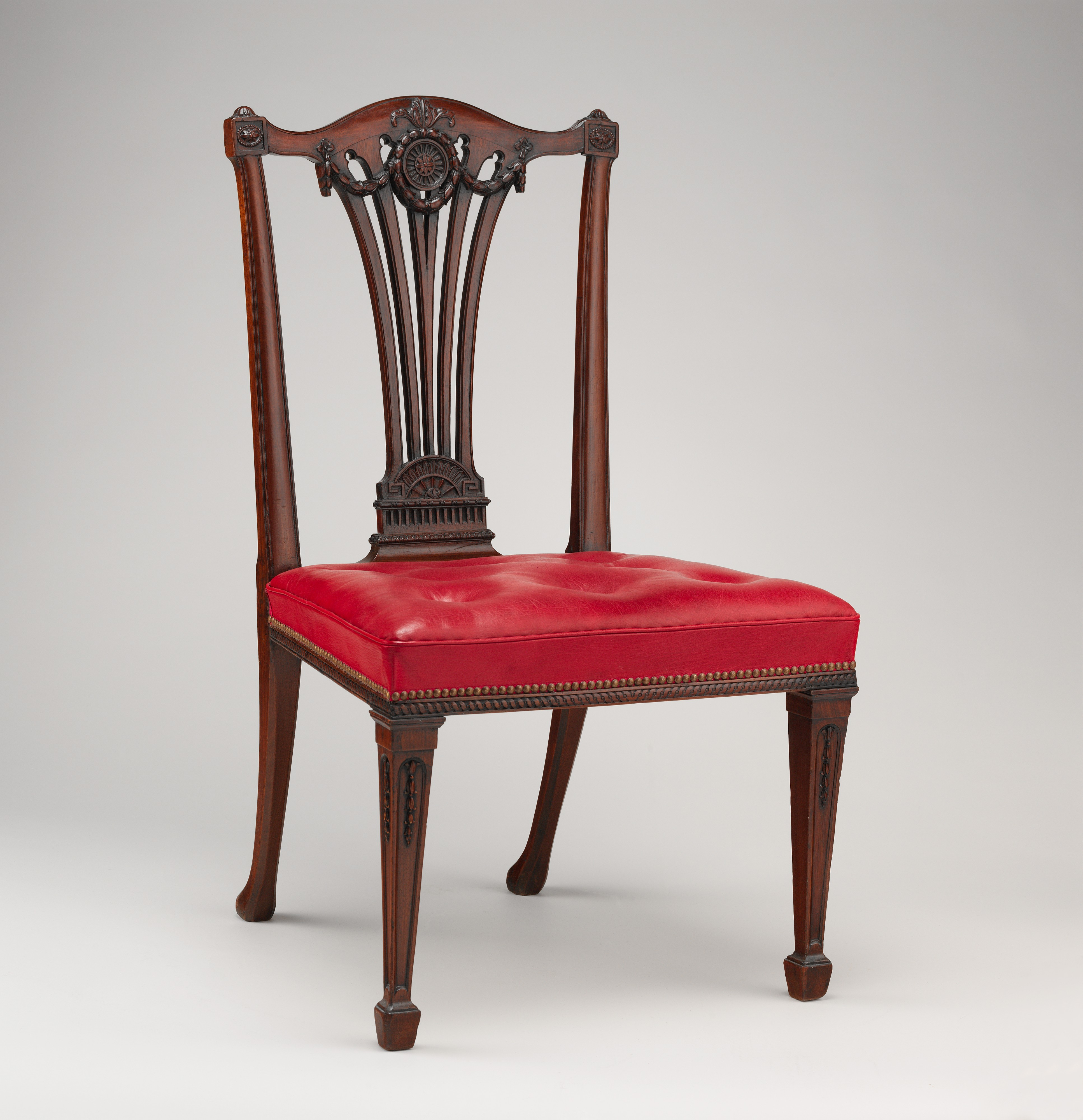
صندلی، حدود ۱۷۷۲ میلادی، چوب ماهون، پوشیده از چرم قرمز مدرن مراکش، ارتفاع: ۹۷٫۲ سانتی‌متر، موزهٔ هنر متروپولیتن (نیویورک)

صندلی یا چهارپایه، به فارسی دری: چوکی (به عربی: کرسی)، از اثاث است و برای نشستن بکار می‌رود.
صندلی نوعی نشیمن است که معمولاً برای یک شخص طراحی می‌شود و از یک یا چند پایه، یک نشیمن صاف یا کمی زاویه‌دار و یک تکیه‌گاه و گاه دو دسته تشکیل شده است. ممکن است از چوب، فلز یا مواد مصنوعی ساخته شود و ممکن است در رنگ‌ها و پارچه‌های مختلف روکش یا تودوزی شود. طراحی صندلی‌ها متفاوت است و انواع گوناگونی دارند.
فرم و نوع طراحی صندلی برای حفظ سلامتی ستون فقرات، بسیار مهم است.
روز ۵ نوامبر (۲۶ آذر) به عنوان روز جهانی صندلی اعلام شده است.

## پیرامون واژه
در سرواژهٔ «صندلی» از لغتنامهٔ دهخدا چنین آمده است:
سندلی. کرسی که در قدیم کفش پادشاهان بر آن می‌گذاشتند. (حاشیه برهان قاطع چ معین ج ۲ ص ۱۳۳۷). و در همین حاشیه از رشیدی آرد که ظاهراً معرب صندلی است - انتهی. نوعی از تخت کوچک که بهندی جوکی گویند. (غیاث اللغات). مرحوم بهار صندلی را جزء لغاتی شمرده است که از روس و اطریش و غیره داخل فارسی شده است. (سبک‌شناسی ج ۱ ص ۲۸۱). کرسی پشت دار که بر وی نشینند. زیرگاه: به کرمان آمد و بر پهلوی تخت سلطانی بر صندلی صدارت نشست. (سمط العلی ص ۸۱). در آن حین از اسب پیاده شده و بر صندلی نشسته، عراقیان را بر محاربه و دستبرد تحریص کرد. (حبیب السیر).
واژهٔ انگلیسی چِیر (به انگلیسی: Chair) از کلمهٔ انگلیسی اوایل قرن سیزدهم میلادی (به انگلیسی: Chaere)، برگرفته از کلمهٔ فرانسوی قدیمی (به فرانسوی: Chaiere) (به معنی: "صندلی، نشیمن، تخت و سریر")، که خود برگرفته از واژهٔ لاتین (Cathedra) (به معنی: "نشیمن") گرفته شده است.

## تاریخچه

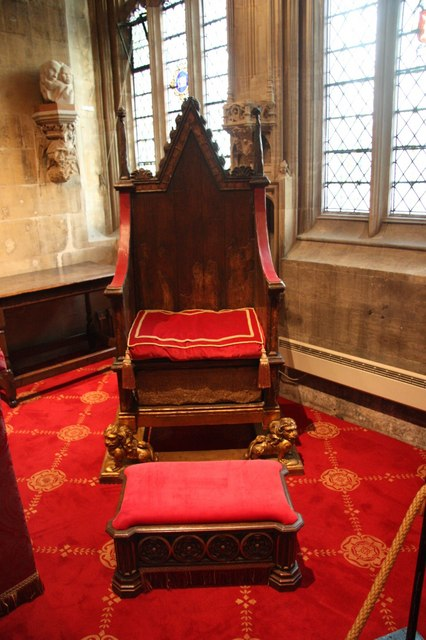
سریر تاج‌گذاری، حدود ۱۳۰۰ میلادی

تاریخچه استفاده از صندلی طبق شواهد باقی مانده به اوایل دوران پویایی مصر (حدود ۳۱۰۰ سال قبل از میلاد مسیح) بر می‌گردد. روی آنها با پارچه یا چرم پوشانده می‌شد و از چوب‌های تراشیده شده ساخته می‌شدند. ارتفاع آنها بسیار کمتر از صندلی‌های معمول امروزی بودند و نشیمن صندلی‌ها گاهی فقط ۲۵ سانتی‌متر از سطح زمین فاصله داشتند. در مصر باستان صندلی‌ها از چوب آبنوس یا عاج فیل به صورت تراشیده شده و طلاکاری شده ساخته می‌شدند.
در اروپا، استفاده رایج از صندلی را باید مدیون دوران رنسانس دانست، زیرا در آن ایام استفاده از صندلی از انحصار دولت خارج شد و به عنوان یک مبلمان استاندارد برای کسانی که توانایی خرید آن را داشتند، تبدیل گردید. زمانی که صندلی از انحصار دولت خارج شد، استفاده از آن به سرعت در میان مردم رایج شد. تقریباً صندلی هر چند سال یکبار تغییر می‌کرد تا نشان دهنده مد روز باشد.

#### ایران
مدارک موجود نشان می‌دهد که قدیمی‌ترین چهارپایه موجود درمنطقه خاور نزدیک باستان از حفریات باستان‌شناسی تپه چشم علی در جنوب شرق تهران (شهرری) در کاوش‌های اریک اشمیت در سالهای ۶–۱۹۳۴ به دست آمده است. این چهارپایه که متعلق به نیمه دوم هزاره ششم پیش از میلاد است با مخلوطی از گل رس و شن و کاه ساخته شده است. خمیره و پوشش آن قرمز رنگ است و در بخش پیش از تاریخ موزه ملی ایران نگهداری می‌شود. این چهارپایه طوری ساخته شده است که به لحاظ وزن و استحکام به راحتی می‌تواند وزن انسان را تحمل کند.
اما قدیمی‌ترین نمونه صندلی در ایران، در نقش برجسته ای بر مهره ای از جنس سنگ یمانی آبی رنگ از دوره عیلام نقش شده است. در این نقش تصویر یکی از پادشاهان عیلامی به نام شیلهک – این شوشیناک را نشان می‌دهد، که در حال اهداء شئیی به دخترش می‌باشد. در این تصویر پادشاه عیلامی بروی صندلی نشسته است که لبه تکیه گاه آن گرد و به حالت برگشته می‌باشد و پایه‌های آن به شکل، سم یک حیوان نشان داده شده است، این قطعه مهر و نقش روی آن متعلق به هزاره دوم پیش از میلاد می‌باشد.
از دوره اسلامی، و درمیان نمونه‌های به‌دست آمده از کاوشهای باستان‌شناسی، می‌توان به یک قطعه صندلی سفالی با تکنیک قالبی با رنگ فیروزه ای اشاره نمود که در هر ضلع نمای آن یک طاق‌نما و شش پایه به شکل نیم تنه شیر دارد. این قطعه از گرگان به‌دست آمده و متعلق به قرن ۶ هجری است. ۵/۲۵ سانتیمتر ارتفاع و۳/۲۴ سانتیمتر قطر دارد. بر روی اوراق شاهنامه که داستانهای حماسی فردوسی را به تصویر کشیده است با نمونه‌های فراوانی از تخت و صندلی و مبلمان مورد استفاده درباریان، در دوران اسلامی مواجه می‌باشیم که نمونه‌های به جا مانده نشانگر تکنیک‌های متفاوتی از تخت و صندلی می‌باشد. به‌طور مثال در بعضی از تصاویرمینیاتور به نمونه‌هایی از صندلی برمی‌خوریم که به وسیله هنر منبت و معرق تزئین شده‌اند.
با آغاز دوره صفوی و سپس دوره قاجار که آغاز گر حضور اروپائیان در سرزمین ایران محسوب می‌گردد، و نیز مسافرت شاهان قاجار به فرنگ، مبلمان نوع اروپایی به دربار شاهان صفویه و قاجار و پس از آنها در دربار پهلوی راه می‌یابد. در این دوران تعدادی مبلمان یا بهتر است بگوئیم تخت یا صندلی توسط هنرمندان ایرانی ساخته می‌شود که امروزه زینت بخش موزه‌های کشور می‌باشد. نظیر تخت طاووس و تخت یا صندلی نادری که امروزه در موزه جواهرات ملی نگهداری می‌شود. تخت مرمر که از سنگ یکپارچه مرمر و به دست هنرمندان ایرانی ساخته شده و در عمارت کاخ گلستان نگهداری می‌شود.

## انواع

### بر پایهٔ کاربرد
- صندلی چرخ‌دار: نوعی صندلی دارای چرخ برای افراد معمول و بیمارانی که قادر به حرکت نیستند، ویلچر.[۹][۱۰]
- صندلی الکتریکی: نوعی صندلی فلزی که از آن جریان برق عبور داده و برای اعدام به کار می‌برند.[۹][۱۱]
- صندلی تاشو: نوعی صندلی که در وسط دوپایه آن لولا بکار برند که چون خواهند دوتا شود، و حمل و نقل آن آسان گردد.[۱۲]
- صندلی دسته‌دار: نوعی صندلی که از دو طرف آن برای تکیه دارای دسته باشد.[۱۳]
- صندلی گهواره‌ای: نوعی صندلی که به راحتی بتوان روی آن نشست و آنچنان است که تکیه گاه و نشیمنگاه صندلی از پارچه یک تیکه است. بالای پارچه به انتهای تکیه گاه و پائین آن به انتهای نشیمنگاه بسته است.[۱۴]
- صندلی اداری: صندلی مناسب برای میز کار یا تحریر که معمولاً چرخ دار و گردان بوده و از قابلیت تنظیم ارتفاع برخوردار است.[۱۵] به دلیل نشستن طولانی مدت تنظیمات ارگونومی در این نوع صندلی از اهمیت ویژه برخوردار است.
- صندلی هواپیما
- صندلی خودرو
- صندلی ایمنی کودک
- صندلی پله
- صندلی بالابر
- صندلی تابوره
- صندلی سینما

### بر پایهٔ جنس
- صندلی چرمی: نوعی صندلی که روکش آن از چرم است.[۱۶]
- صندلی حصیری: نوعی صندلی که نشیمنگاه آن را از نی سازند. صندلی ای که نشیمنگاه و تکیه گاه آن از نی یا رشته‌های چرم حصیرباف باشد.[۱۷]
- صندلی فلزی: این نوع صندلی در ساخت بدنه، پستی و حتی در دسته‌های آن هم از فلز استفاده شده
- صندلی چوبی: صندلی چوبی به دلیل چوب بکار رفته در تولید آن گفته می‌شود. صندلی چوبی را امروزه صندلی روستیک هم نام گذاری می‌کنند.

### بر پایهٔ شکل
- صندلی توپ
- تخم‌مرغ (صندلی)
- صندلی حباب

- صندلی-X
- صندلی زانویی
- صندلی لاله

## نگارخانه

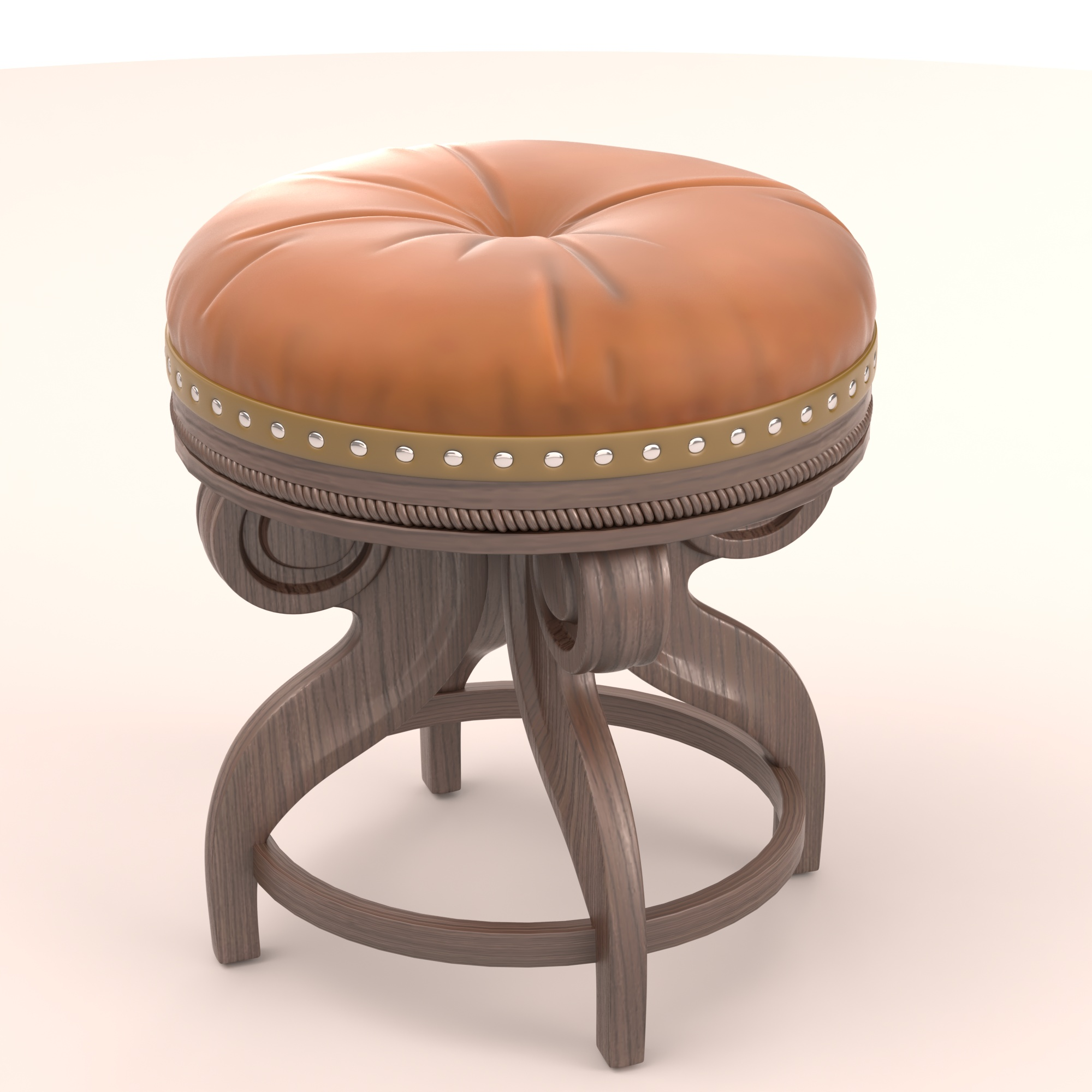
صندلی پیانو
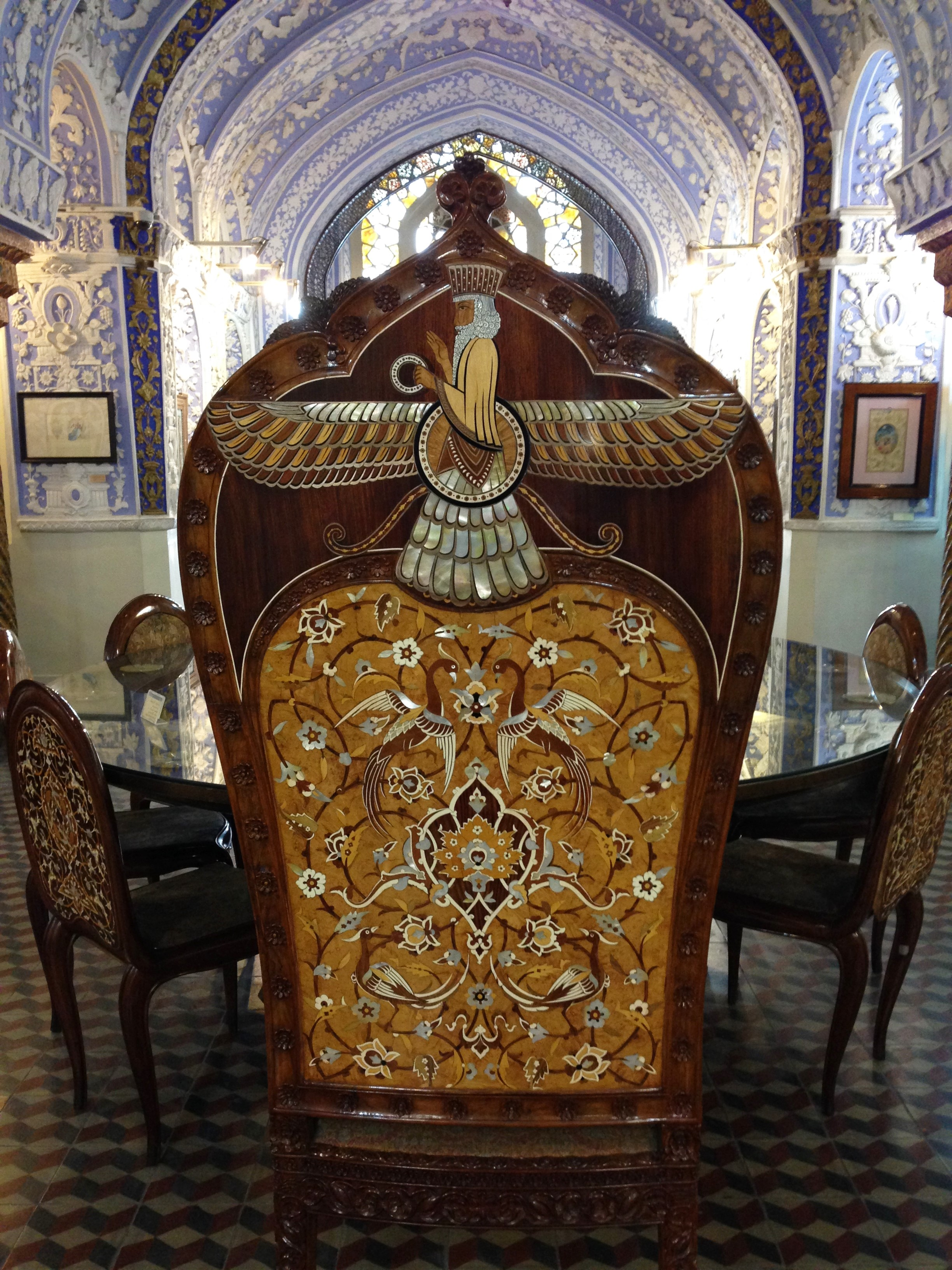
صندلی معرق‌کاری با صدف
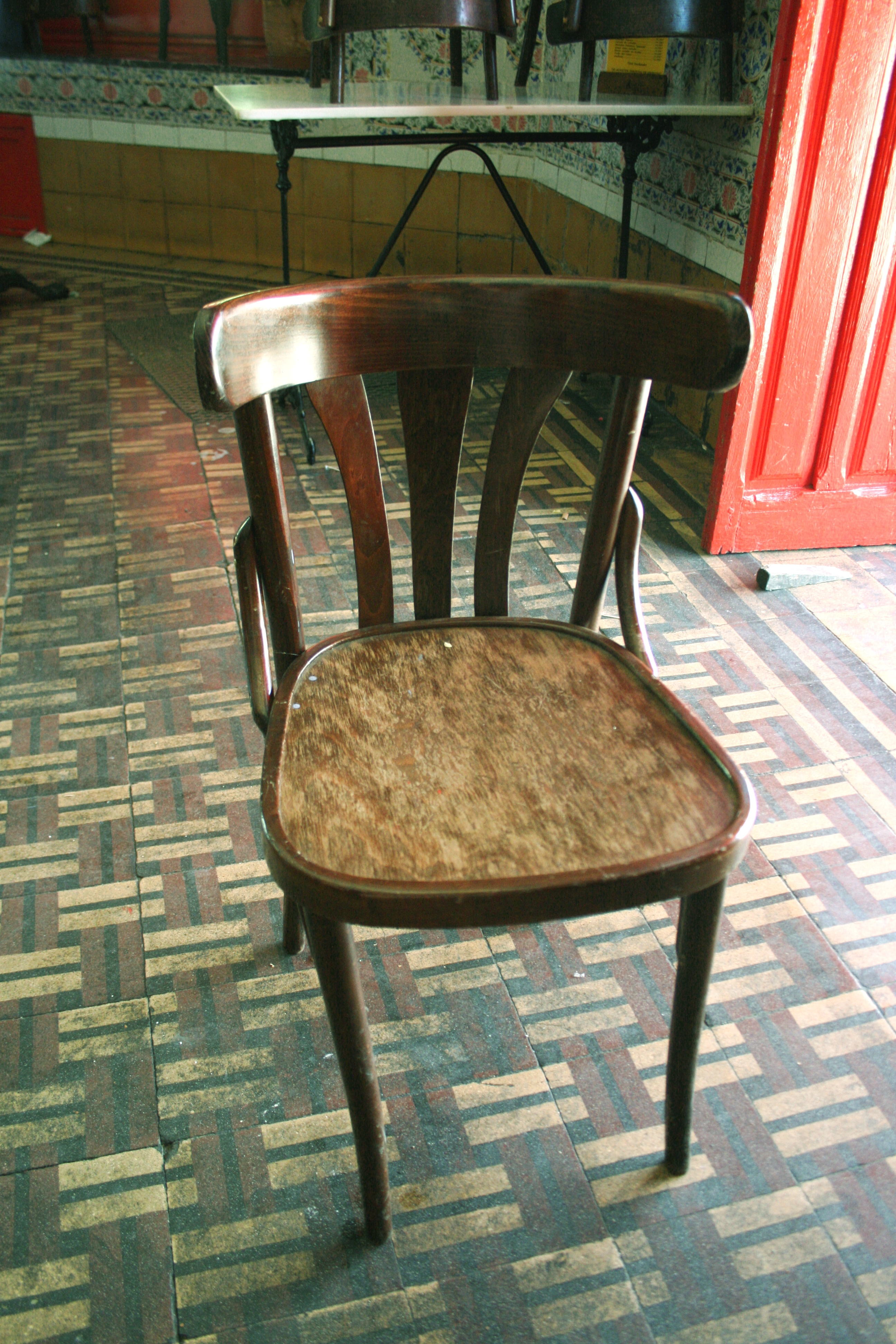
صندلی چوبی (در ایران با نام صندلی لهستانی شناخته می‌شود)
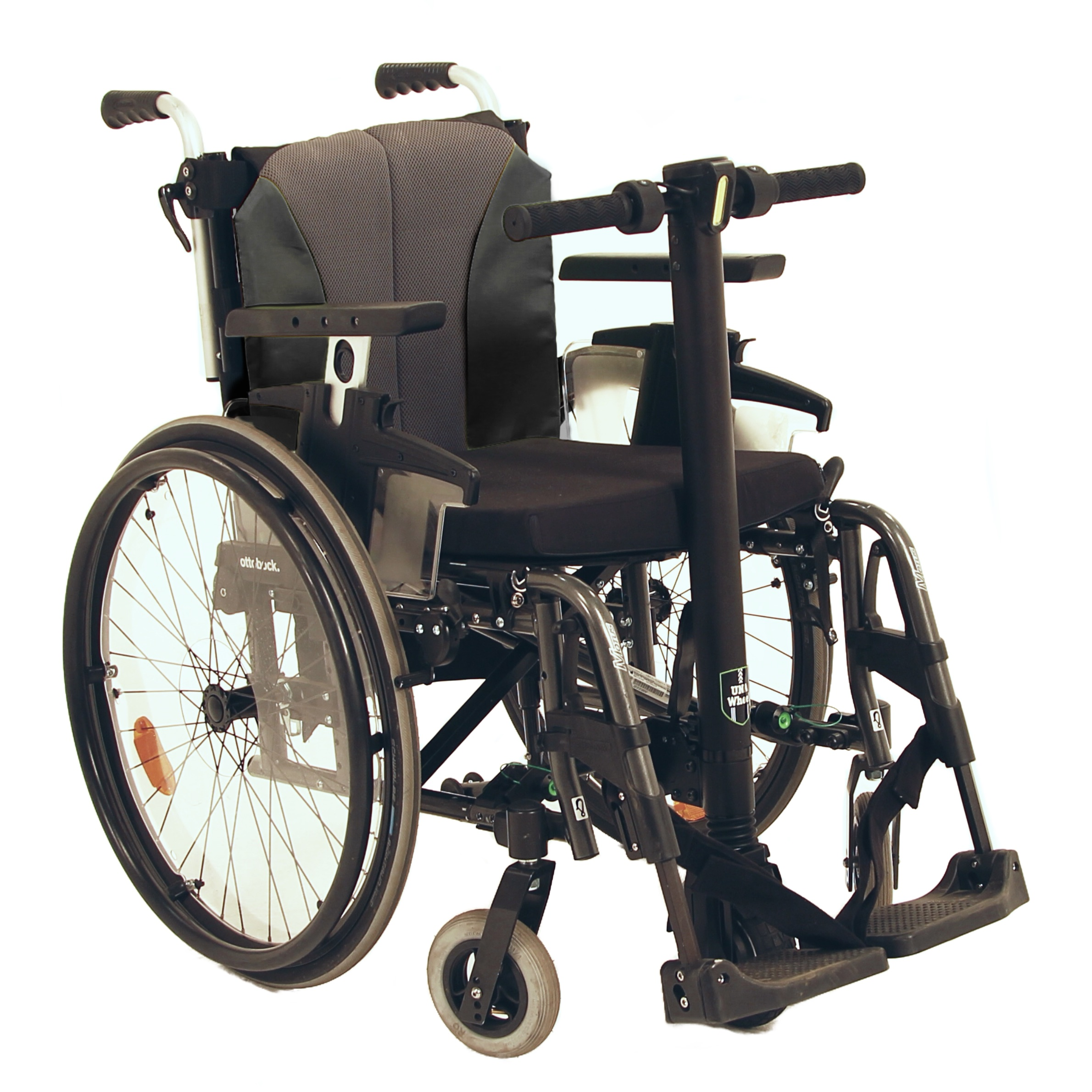
صندلی چرخدار (ویلچر) با افزونۀ برقی
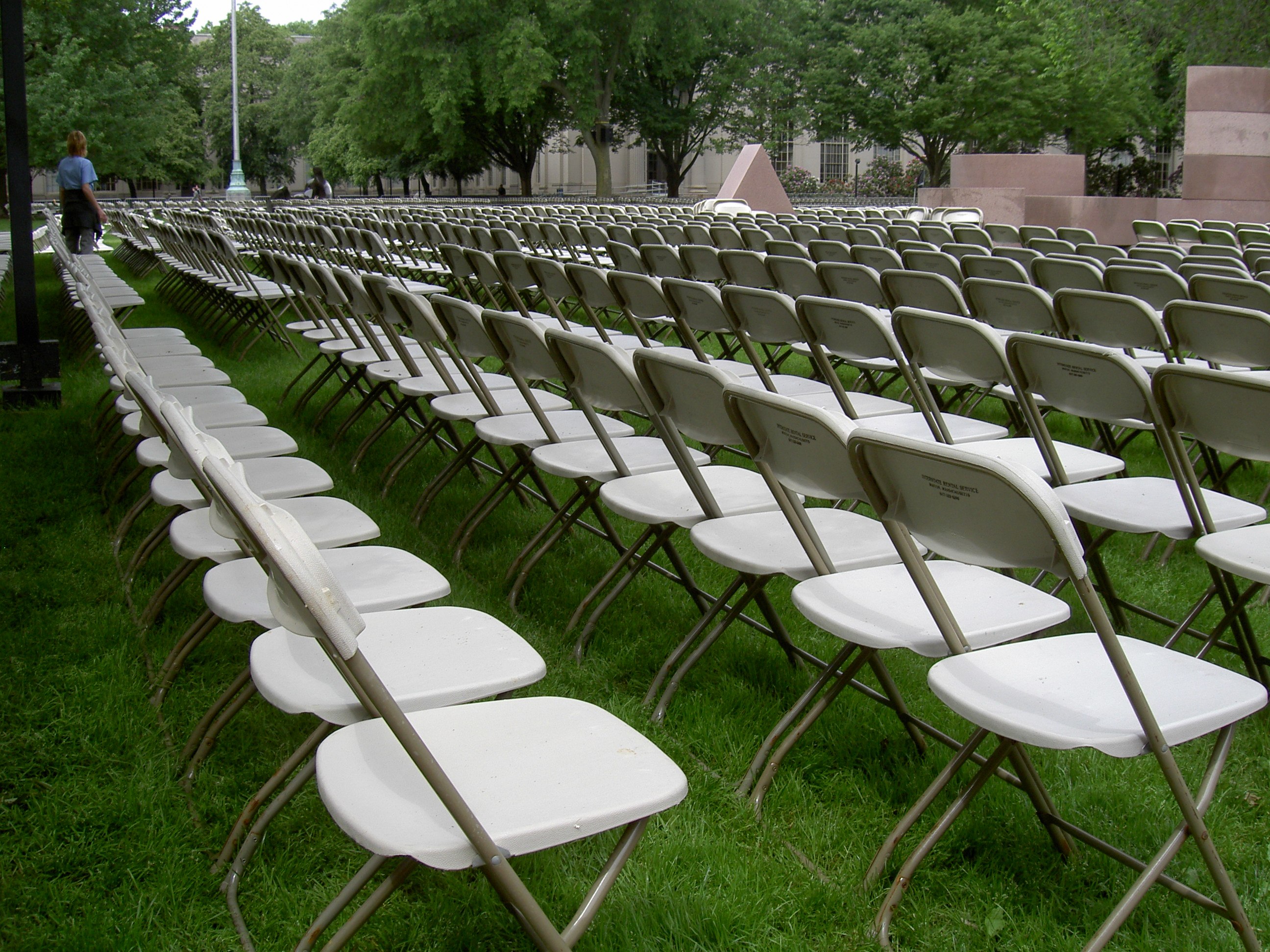
صندلی تاشو برای فضای باز